# Tadanori Jokoo
Tadanori Jokoo (japonsky 横尾 忠則, Jokoo Tadanori, * 27. června 1936) je japonský výtvarník a grafik. Narodil se ve městě Nišiwaki v prefektuře Hjógo. Roku 1960 odešel do Tokia, kde začal pracovat jako scénograf. V roce 1967 poprvé vystavoval svá díla v newyorském Muzeu moderního umění. Na konci šedesátých let se začal zajímat o mysticismus a psychedelické umění. Rovněž se věnoval tvorbě obalů hudebních alb, vytvořil například obaly pro alba Carlose Santany, Milese Davise, Pharoaha Sanderse či Johna Calea.